# 1. TC Ludwigsburg
Der 1. Tanzclub Ludwigsburg gehört seit den 1980er-Jahren zu den größten und auch erfolgreichsten Tanzsportvereinen in Deutschland. 1968 gegründet, waren es vor allem die 1980er-Jahre, in denen der Verein entscheidend wuchs und sich auch große sportliche Erfolge einstellten. 1983 wurde die Standardformation gegründet, die mit zahlreichen nationalen und internationalen Meistertiteln zu den besten Formationen in Deutschland und der Welt gehört. Auch die Lateinformation des Vereins sowie viele jugendliche Paare und Paare der Hauptklasse konnten Erfolge verbuchen.

## Geschichte
- 1970: Horst Fröscher wird Präsident
- 1972: der Verein wird ordentliches Mitglied im DTV (Deutscher Tanzsportverband)
- 1982: Klaus Hallen wird Formationstrainer
- 1983: Gründung der Standardformation
- 1985: die Standardformation wird Weltmeister
- 1987: Durchführung der Deutschen Meisterschaft der Formationen in der Stuttgarter Schleyerhalle
- 1992: Gründung der Abteilung Rollstuhltanz
- 1993: der Verein feiert mit vielen Prominenten sein 25-jähriges Jubiläum, mittlerweile hat er über 1000 Mitglieder und ist damit der größte deutsche Tanzsportverein
- 2006: die A-Standardformation wird in der Stuttgarter Porsche-Arena vor eigenem Publikum Deutscher Meister
- 2007: die A-Standardformation wiederholt den Erfolg und wird erneut Deutscher Meister in Bochum
- 2007: die A-Standardformation holt den 9. Weltmeistertitel und hält damit weiter den Rekord
- 2009: nach 1996 wird die A-Standardformation wieder Europameister und holt den 10. Weltmeistertitel – zum ersten Mal in Ludwigsburg

## Sportangebot
Der Verein ist vor allem durch sein großes Angebot im Tanzsportbereich bekannt: Turniertanz in Standard und Latein für Jugend-, Hauptklasse- und Seniorenpaare, Formationstanzsport Standard und Latein, Hobbytanzen (Breitensport), Aerobic, Jazz und Modern Dance, Ballett, Rollstuhltanz, Stepptanz, u. v. m.
Unter anderen arbeiteten fest beim 1. TC Ludwigsburg:
- Norman und Dagmar Beck (Vizeweltmeister Profi Kür Standard, mehrfache Weltmeister mit der Standardformation)
- Rainer Schönamsgruber (3. Platz Europacup S-Latein, 2. Platz Deutsche Meisterschaft S-Latein)

### Tanzsportzentrum
Im April 2002 wurde das neue Tanzsportzentrum eröffnet, eines der größten und modernsten Trainingszentren seiner Art in Deutschland. Es hat vier große Tanzsäle mit insgesamt über 800 m² Tanzfläche.

## Standardformationen

### A-Team

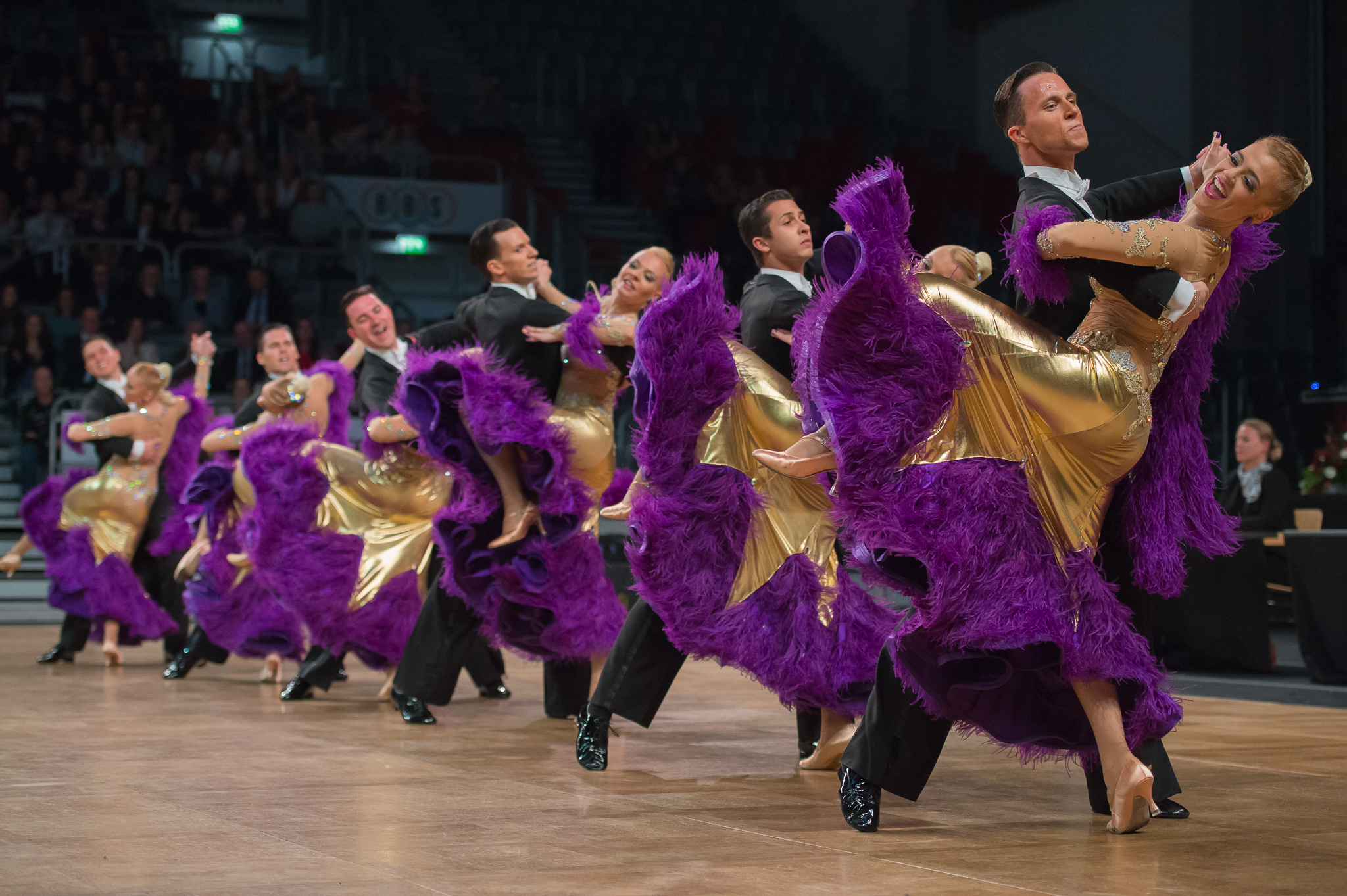
Das A-Team bei der Deutschen Meisterschaft der Formationen 2016

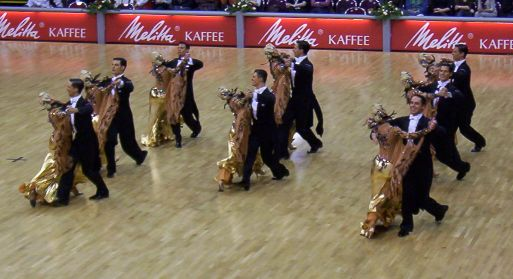
Das A-Team bei der Deutschen Meisterschaft der Formationen 2008

Die A-Standardformation des 1. Tanzclubs Ludwigsburg wurde im Jahr 1983 ins Leben gerufen und ist mit zehn Weltmeistertiteln die bis heute erfolgreichste Standardformation der Welt.
Bereits im zweiten Jahr nach der Gründung erreichte die Mannschaft den ersten Weltmeisterschaftstitel und konnte diesen bis zum Jahr 1990 verteidigen. Nach diversen Trainerwechseln übernahmen die ehemaligen Tänzer Norman und Dagmar Beck die Führung der Mannschaft und feierten nach vier Vizeweltmeistertiteln 1995 mit der Choreografie „Der Widerspenstigen Zähmung“ ein Comeback. Der Titel konnte 1996 noch einmal verteidigt werden, 1997 ging er mit Kodryanca Kishinev (Moldawien) erstmals an ein nichtdeutsches Team. Der 1. TC Ludwigsburg reagierte und baute 1998 konsequent die Standardformation mit neuen Tänzern auf.
Drei Jahre lang konnte sich das Team nicht mehr für internationale Meisterschaften qualifizieren. Erst 2000 konnte sich die Standardformation wieder in die internationale Spitze vorkämpfen. Bei der Europameisterschaft in Tschechien 2001 holte sich die Formation den dritten Platz. Das mittlere Ziel, die internationalen Gegner Moldawien und Russland zu bedrängen, wurde mit der Bronzemedaille bei der Weltmeisterschaft in Braunschweig 2004, dem Vizeeuropameistertitel 2005 und mit dem 9. Weltmeistertitel im Jahr 2007 endgültig erfolgreich erreicht.
Die Formation trat in Fernsehsendungen und auf bedeutenden Veranstaltungen auf, darunter Melodien für Millionen, die René Kollo-Gala, Ball des Sports, beim Frankfurter Opernball, dem Kanzleramtsfest, der Sendung Verstehen Sie Spaß?, der ARD Masters-Gala und beim ZDF-Fernsehgarten oder der „Welttanzgala“ ist die Formation bisher aufgetreten. Mit dem Sinfonieorchester der Stadt Ludwigsburg gestaltete die Formation 1991 und 1998 das Neujahrskonzert im Theatersaal des Forum am Schlosspark in Ludwigsburg.
Trainer waren Klaus Hallen (1986–1988), Henner Thurau (1986–1987), Michael Hull und Patsy Hull-Krogull (1992–1993), Wolfgang Opitz (1994) sowie Norman und Dagmar Beck (1989–1991 und seit 1995).
| Saison  | Thema                                   | Bundesliga                              | Deutsche Meisterschaft                  | Europameisterschaft                     | Weltmeisterschaft                       |
| ------- | --------------------------------------- | --------------------------------------- | --------------------------------------- | --------------------------------------- | --------------------------------------- |
| 2000/01 |                                         | 2. Platz                                | 3. Platz                                |                                         |                                         |
| 2001/02 | Colours of Music                        | 2. Platz                                | 2. Platz                                | 3. Platz                                | 4. Platz                                |
| 2002/03 | Colours of Music                        | 2. Platz                                | 2. Platz                                |                                         |                                         |
| 2003/04 | Tanz der Galaxien                       | 2. Platz                                | 2. Platz                                |                                         | 4. Platz                                |
| 2004/05 | Tanz der Galaxien                       | 2. Platz                                | 2. Platz                                |                                         | 3. Platz                                |
| 2005/06 | Dreamworlds                             | 2. Platz                                | 2. Platz                                | 2.–3. Platz                             | 4. Platz                                |
| 2006/07 | Dreamworlds                             | 2. Platz                                | 1. Platz                                | 3. Platz                                | 4. Platz                                |
| 2007/08 | Barcelona                               | 1. Platz                                | 1. Platz                                |                                         | 1. Platz                                |
| 2008/09 | Barcelona                               | 1. Platz                                | 1. Platz                                | 3. Platz                                | 2. Platz                                |
| 2009/10 | Barcelona                               | 2. Platz                                | 1. Platz                                | 1. Platz                                | 1. Platz                                |
| 2010/11 | Bohemian Rapsody                        | 2. Platz                                | 2. Platz                                | 3. Platz                                | 3. Platz                                |
| 2011/12 | Bohemian Rapsody                        | 2. Platz                                | 2. Platz                                | nicht ausgetragen                       | 4. Platz                                |
| 2012/13 | Amour Fatal                             | 2. Platz                                | 2. Platz                                | nicht ausgetragen                       | 2. Platz                                |
| 2013/14 | Amour Fatal                             | 2. Platz                                | 2. Platz                                | nicht ausgetragen                       | 3. Platz                                |
| 2014/15 | Amour Fatal                             | 2. Platz                                | 2. Platz                                | nicht ausgetragen                       | 3. Platz                                |
| 2015/16 | Kontraste                               | 1. Platz                                | 1. Platz                                | nicht angetreten                        | 1. Platz                                |
| 2016/17 | Kontraste                               | 3. Platz                                | 3. Platz                                | nicht ausgetragen                       | nicht angetreten                        |
| 2017/18 | Kontraste                               | 1. Platz                                | 1. Platz                                | 2. Platz                                | 3. Platz                                |
| 2018/19 | Kontraste                               | 3. Platz                                | 2. Platz                                | nicht ausgetragen                       |                                         |
| 2019/20 | Avalon                                  | 4. Platz                                | 3. Platz                                | nicht ausgetragen                       |                                         |
| 2020/21 | wegen der COVID-19-Pandemie ausgefallen | wegen der COVID-19-Pandemie ausgefallen | wegen der COVID-19-Pandemie ausgefallen | wegen der COVID-19-Pandemie ausgefallen | wegen der COVID-19-Pandemie ausgefallen |
| 2021/22 | Avalon                                  |                                         | 4. Platz                                | nicht ausgetragen                       |                                         |
| 2022/23 | Barcelona                               | 3. Platz                                | 4. Platz                                | nicht ausgetragen                       |                                         |
| 2023/24 | Barcelona                               | 2. Platz                                | 2. Platz                                | nicht ausgetragen                       | nicht ausgetragen                       |
| 2024/25 | Rise of the Black Swan                  |                                         | 2. Platz                                | nicht ausgetragen                       | 1. Platz                                |

#### Erfolge
- Weltmeister: 1985–1990, 1995, 1996, 2007, 2009, 2015, 2024
  - Vize-Weltmeister: 1984, 1991–1994, 1997, 2008, 2012
- Europameister: 1987–1989, 1996, 2009
  - Vize-Europameister: 1986, 1990–1993, 1995, 1997, 2005, 2018
- Deutscher Meister: 1985–1988, 1992, 1993, 1996, 2006–2009, 2015, 2017
  - Deutscher Vizemeister: 1984, 1989–1991, 1994, 1995, 2001–2005, 2010–2014, 2018, 2023, 2024

### B-Team

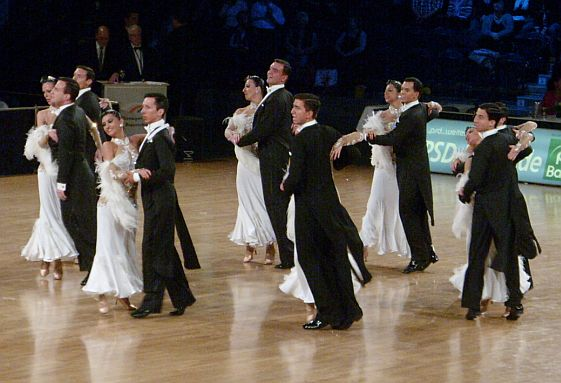
Das B-Team bei der Deutschen Meisterschaft der Formationen 2009

Neben dem A-Team verfügte der 1. TC Ludwigsburg mit dem B-Team über eine weitere Standardformation, die bis zur Saison 2009/10 ebenfalls in der 1. Bundesliga Standard antrat, bevor sie aufgelöst wurde, weil ein Großteil der Mannschaft ins A-Team geholt wurde.
Das B-Team des 1. TC Ludwigsburg trat bereits in den 1990er Jahren in der 1. bzw. 2. Bundesliga Standard an. Am Ende der Saison 1997/98 stieg die Mannschaft aus der 2. Bundesliga ab und trat im Jahr darauf nicht wieder an (auf den freigewordenen Startplatz rückte das B-Team der TSG Essen als Drittplatzierter des Aufstiegsturniers nach).
In der Saison 1999/00 trat das B-Team neu in der Oberliga Süd Standard an und schaffte den direkten auf Aufstieg in die Regionalliga Süd Standard, wo das Team in der folgenden Saison allerdings nicht antrat.
Im Jahr 2003 schließlich folgte ein Neubeginn in der Regionalliga Süd Standard. Das Team tanzte zunächst drei Saisons in der Regionalliga Süd. Für die Saison 2004/05 wurde das Team in der Regionalliga neu aufgebaut und gewann in der Folge die Regionalliga Süd. Auch das Aufstiegsturnier zur 2. Bundesliga Standard konnte gewonnen werden. In der folgenden Saison 2005/06 gewann das Team die 2. Bundesliga Standard und schaffte so den direkten Aufstieg in die 1. Bundesliga Standard.
Im Juni 2010 zog der 1. TC Ludwigsburg sein B-Team komplett aus dem Ligabetrieb zurück, weil ein Großteil der Mannschaft ins A-Team berufen wurde. Auf den freiwerdenden Startplatz in der 1. Bundesliga Standard rückte das A-Team des T.C.H. Oldenburg nach.
Musikalische Themen (seit der Saison 2005/06):
- 2005/06 und 2006/07: „Tanz der Galaxien“
- 2007/08, 2008/09 und 2009/10: „Dreamworlds“
- 2010: „Das letzte Einhorn“ (unveröffentlicht)

Bisherige Trainer seit dem Neubeginn in der Regionalliga Süd Standard waren Axel Wulff, Sven Kreicha, Patrick Völcker und Christian Keller.
Aktuell gibt es kein B-Team (Stand Januar 2025).

### C-Team
Zusätzlich zum A- und B-Team trat von der Saison 1995/96 bis zur Saison 1997/98 auch ein C-Team für den 1. TC Ludwigsburg zu Ligawettkämpfen an, zunächst zwei Saisons in der Oberliga Süd Standard und schließlich in der Regionalliga Süd Standard.

## Lateinformationen

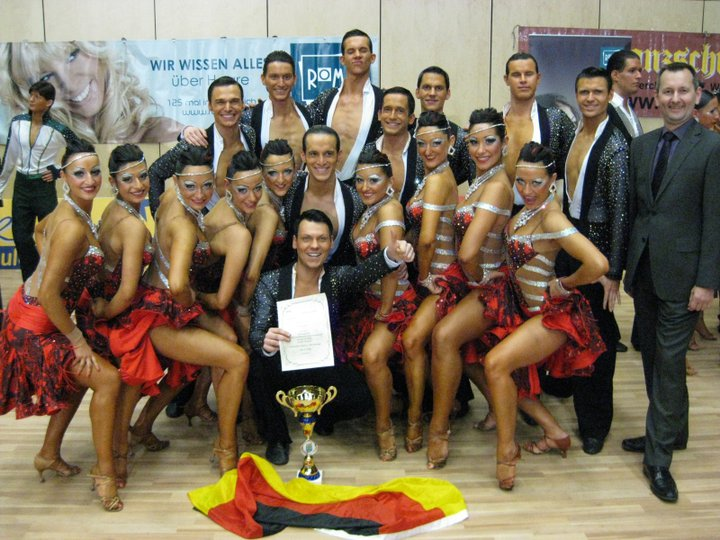
Die Lateinformation auf dem Donaupokal 2010 in Wien

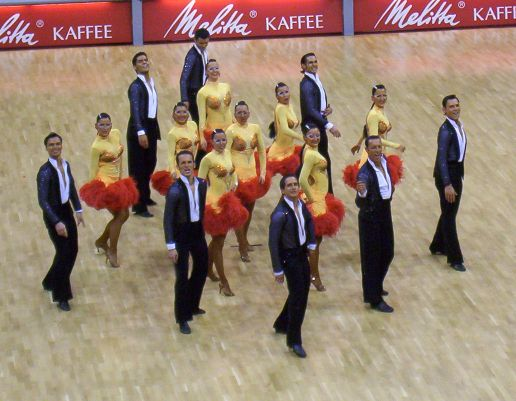
Die Lateinformation bei der Deutschen Meisterschaft der Formationen 2008

### A-Team
Eine Lateinformation gab es im 1. TC Ludwigsburg erstmals ab 1979. 1988 wurde erneut eine Lateinformation ins Leben gerufen, die bereits 1989 den Aufstieg in die 1. Bundesliga Latein schaffte. Die Mannschaft tanzte zehn Jahre in der 1. Bundesliga, bevor sie am Ende der Saison 1999/00 in die 2. Bundesliga abstieg. In der folgenden Saison schaffte sie jedoch mit dem musikalischen Thema „Great Ladies of Pop“ den direkten Wiederaufstieg in die 1. Bundesliga.
In der Saison 2005/06 kam die Mannschaft, die zum musikalischen Thema „Cup of Life“ tanzte, über einen 8. Platz nicht heraus und stieg erneut in die 2. Bundesliga ab.
2006 erfolgte mit dem zum Teil neubesetzten Trainergespann Alice-Marlene Schlögl, Rainer Schönamsgruber und Markus Fauser und dem neuen musikalischen Thema „Swords of Passion“ der Wiederaufbau. 2006/07 und 2007/08 belegte das Team in der 2. Bundesliga Latein jeweils den 3. Platz, konnte aber 2008 in die 1. Bundesliga nachrücken, weil die TSG Bremerhaven ihr A-Team aus der Bundesliga zurückzog. Die Liga, in der das Team in der Saison 2008/09 zum musikalischen Thema „Joe Cocker“ tanzte, konnte aber mit dem achten Platz nicht gehalten werden, so dass das A-Team des 1. TC Ludwigsburg zum Ende der Saison wieder in die 2. Bundesliga Latein abstieg.
In der Saison 2010/11 tanzte die Formation zum neuen musikalischen Thema „Crazy Fire“, mit dem sie den 3. Platz in der 2. Bundesliga belegte. Die Saison 2011/12 gewann die Formation und stieg wieder in die 1. Bundesliga Latein auf. Am Ende der Saison 2012/13 musste die Mannschaft wieder den Weg in die 2. Bundesliga antreten, gewann diese in der Saison 2013/14 aber und schaffte so den direkten Wiederaufstieg in die 1. Bundesliga. Dort tanzte die Mannschaft bis zur Saison 2018/19, bevor sie wieder in die 2. Bundesliga abstieg.
Nach der erfolgreichen Saison 2023/24 konnte das Team mit dem Thema "Symbiosis" im mittlerweile geänderten Ligasystem am 25. Mai 2024 das Aufstiegsturnier für sich gewinnen und somit auch den Aufstieg in die 1. Bundesliga. Thema der anschließenden Saison 2024/25 gestartet mit der Teilnahme an der deutschen Meisterschaft (6. Platz) sowie dem Gesamtligaergebnis (6. Platz) war "Mosaik". Auch in der kommenden Saison 2025/26 tanzt das Team in der 1. Bundesliga.
Trainer der Mannschaft waren unter anderem Klaus Hallen (1985–1986), Rainer Schönamsgruber (1988–1999, seit 2007), Markus Sonyi (2000–2003), Alice-Marlene Schlögl (2003–2004, 2006), Andrea Schönamsgruber (geb. Ehret) (1988–1996 und 1998–1999), Klaus Noll (1997–2005), Markus Oenning (2005) und Markus Fauser (2006), Rainer Schönamsgruber und Sven Haag (ab 2006).
Aktuell wird die Mannschaft von Alexander Schwaderer, Rainer Schönamsgruber und Tania Teschner trainiert.

### B-Team
Das B-Team des 1. TC Ludwigsburg wurde 1988 gegründet. Es tanzte in den 1990er-Jahren in der Bundesliga, darunter in der Saison 1998/99 in der 1. Bundesliga Latein. In der Saison 2016/17 tanzte die Mannschaft in der Oberliga Süd Latein (TBW), die es gewann und somit den Aufstieg in die Regionalliga Süd schaffte.
Trainer sind Jean-Pierre Brucker, Markus Oenning und Anja Greis.
Aktuell gibt es kein B-Team (Stand Mai 2025).

### C-Team
Ein C-Team des Vereins tritt als „AllStar-Team“ in der Oberliga Süd Latein (TBW) an.
Trainer der Mannschaft sind Sven Steffen Gehring, Joachim Stuber und Sophia Glaubitz-Möser.
Aktuell gibt es kein C-Team (Stand Mai 2025).

## Jazz und Modern Dance
Die Jazz- & Moderndance-Formation DanceWorks wurde 1992 als Wettkampfformation gegründet und startete in der Oberliga. Im zweiten Oberligajahr schaffte sie über das Aufstiegsturnier 1993 den Aufstieg in die Regionalliga. Gleichzeitig wurde eine neue Landesliga als unterste Klasse gegründet. 1994 holte man von 12 Mannschaften den 5. Platz im Gesamtklassement, 1995 wurden die Dance Works dritter, 1996 mit allen vier gewonnenen Turnieren Sieger. Bei der Teilnahme an der Deutschen Meisterschaft in Essen holte man den 8. Platz von 16 Mannschaften und damit den Aufstieg in die 1. Bundesliga. Seit 1997 tanzt das Team damit in der 1. Bundesliga und holte auf Anhieb Platz vier, bei der Deutschen Meisterschaft 1997 in Wuppertal gelang mit dem 3. Platz der bisher größte Erfolg des Teams. 1998 wurden Dance Works 6. der 1. Bundesliga und 4. bei der DM in Ludwigsburg, 1999 4. der 1. Bundesliga und 3. der Deutschen Meisterschaft, die 1. Bundesliga 2002 wurde mit Platz 4 abgeschlossen. Nach dem Wiederaufstieg in die 1. Bundesliga 2006 gelang dem Team auf Anhieb in der Saison 2007 mit der Choreografie „Flamma Flamma“ der 3. Platz.
2022 gewann DanceWorks in Wuppertal auf der Deutschen Meisterschaft der Formationen Jazz Modern Contemporary Dance (JMC) den Titel des Deutschen Meisters und qualifizierte sich sowohl für die Europameisterschaft in Nordmazedonien als auch die Weltmeisterschaft in Ägypten.

### Erfolge

#### Dance Works
- 1992: Wettkampfformation Start in der Oberliga (12 Mannschaften)
- 1993: 2. Saison Oberliga, Aufstieg in die Regionalliga nach Aufstiegsturnier
- 1994: Regionalliga (12 Mannschaften)
- 1995: 2. Saison Regionalliga
- 1996: 3. Saison Regionalliga – Tanz: „Saxophon“, Deutsche Meisterschaft (16 Mannschaften) in Essen, Grugahalle, Aufstieg in die 1. Bundesliga
- 1997: 1. Bundesliga (12 Mannschaften) – Tanz: „Stamp“, Deutsche Meisterschaft 1997 in Wuppertal
- 1998: 2. Saison 1. Bundesliga – Tanz: „Save me“, Deutsche Meisterschaft in Ludwigsburg
- 1999: 3. Saison 1. Bundesliga – Tanz: „Voodoo People“, Deutsche Meisterschaft in Freiburg
- 2000: 4. Saison 1. Bundesliga – Tanz: „Vivaldi“, Deutsche Meisterschaft in Saarbrücken
- 2001: 5. Saison 1. Bundesliga – Tanz: „Kirwani“, Deutsche Meisterschaft in Wuppertal
- 2002: 6. Saison 1. Bundesliga – Deutsche Meisterschaft in Karlsruhe
- 2003: 7. Saison 1. Bundesliga – Tanz: Boxtanz
- 2006: Wiederaufstieg in die 1. Bundesliga
- 2007: 3. Platz 1. Bundesliga – Tanz „Flamma Flamma“
- 2022: 1. Platz Deutsche Meisterschaft, Wuppertal

| Saison | Thema                                                                    | Oberliga                                                                 | Regionalliga                                                             | 2. Bundesliga                                                            | 1. Bundesliga                                                            | Deutsche Meisterschaft                                                   | Europameisterschaft                                                      | Weltmeisterschaft                                                        |
| ------ | ------------------------------------------------------------------------ | ------------------------------------------------------------------------ | ------------------------------------------------------------------------ | ------------------------------------------------------------------------ | ------------------------------------------------------------------------ | ------------------------------------------------------------------------ | ------------------------------------------------------------------------ | ------------------------------------------------------------------------ |
| 1992   |                                                                          | x                                                                        |                                                                          |                                                                          |                                                                          |                                                                          |                                                                          |                                                                          |
| 1993   |                                                                          | Platz 2                                                                  |                                                                          |                                                                          |                                                                          |                                                                          |                                                                          |                                                                          |
| 1994   |                                                                          |                                                                          | Platz 5                                                                  |                                                                          |                                                                          |                                                                          |                                                                          |                                                                          |
| 1995   |                                                                          |                                                                          | Platz 3                                                                  |                                                                          |                                                                          |                                                                          |                                                                          |                                                                          |
| 1996   | Saxophon                                                                 |                                                                          | Platz 1                                                                  |                                                                          |                                                                          | Platz 8                                                                  |                                                                          |                                                                          |
| 1997   | Stamp                                                                    |                                                                          |                                                                          |                                                                          | Platz 4                                                                  | Platz 3                                                                  |                                                                          |                                                                          |
| 1998   | Save Me                                                                  |                                                                          |                                                                          |                                                                          | x                                                                        | x                                                                        |                                                                          |                                                                          |
| 1999   | Voodoo People                                                            |                                                                          |                                                                          |                                                                          | x                                                                        | x                                                                        |                                                                          |                                                                          |
| 2000   | Vivaldi                                                                  |                                                                          |                                                                          |                                                                          | x                                                                        | x                                                                        |                                                                          |                                                                          |
| 2001   | Kirwani                                                                  |                                                                          |                                                                          |                                                                          | x                                                                        | x                                                                        |                                                                          |                                                                          |
| 2002   |                                                                          |                                                                          |                                                                          |                                                                          | Platz 4                                                                  | x                                                                        |                                                                          |                                                                          |
| 2003   | Boxtanz                                                                  |                                                                          |                                                                          |                                                                          | x                                                                        |                                                                          |                                                                          |                                                                          |
| 2006   |                                                                          |                                                                          |                                                                          |                                                                          | x                                                                        |                                                                          |                                                                          |                                                                          |
| 2007   | Flamma Flamma                                                            |                                                                          |                                                                          |                                                                          | Platz 3                                                                  |                                                                          |                                                                          |                                                                          |
| 2008   | Flug                                                                     |                                                                          |                                                                          |                                                                          |                                                                          |                                                                          |                                                                          |                                                                          |
| 2009   | Flucht                                                                   |                                                                          |                                                                          |                                                                          |                                                                          |                                                                          |                                                                          |                                                                          |
| 2010   | Matrix                                                                   |                                                                          |                                                                          |                                                                          |                                                                          |                                                                          |                                                                          |                                                                          |
| 2011   | Domestic Violence                                                        |                                                                          |                                                                          |                                                                          |                                                                          |                                                                          |                                                                          |                                                                          |
| 2012   | Aliens                                                                   |                                                                          |                                                                          |                                                                          |                                                                          |                                                                          |                                                                          |                                                                          |
| 2013   | Traumwelt                                                                |                                                                          | Platz 1                                                                  |                                                                          |                                                                          |                                                                          |                                                                          |                                                                          |
| 2014   | Stop                                                                     |                                                                          |                                                                          | Platz 6                                                                  |                                                                          |                                                                          |                                                                          |                                                                          |
| 2015   | Release                                                                  |                                                                          |                                                                          | Platz 5                                                                  |                                                                          |                                                                          |                                                                          |                                                                          |
| 2016   | Aphrodite                                                                |                                                                          |                                                                          | Platz 2                                                                  |                                                                          |                                                                          |                                                                          |                                                                          |
| 2017   | The Three Sides Of Audrey                                                |                                                                          |                                                                          |                                                                          | Platz 5                                                                  |                                                                          |                                                                          |                                                                          |
| 2018   | Typisch Wir                                                              |                                                                          |                                                                          |                                                                          | Platz 6                                                                  |                                                                          |                                                                          |                                                                          |
| 2019   | Icebreaker                                                               |                                                                          |                                                                          |                                                                          | Platz 4                                                                  |                                                                          |                                                                          |                                                                          |
| 2020   | Die Wettkampfsaison 2020 ist aufgrund der COVID-19-Pandemie ausgefallen. | Die Wettkampfsaison 2020 ist aufgrund der COVID-19-Pandemie ausgefallen. | Die Wettkampfsaison 2020 ist aufgrund der COVID-19-Pandemie ausgefallen. | Die Wettkampfsaison 2020 ist aufgrund der COVID-19-Pandemie ausgefallen. | Die Wettkampfsaison 2020 ist aufgrund der COVID-19-Pandemie ausgefallen. | Die Wettkampfsaison 2020 ist aufgrund der COVID-19-Pandemie ausgefallen. | Die Wettkampfsaison 2020 ist aufgrund der COVID-19-Pandemie ausgefallen. | Die Wettkampfsaison 2020 ist aufgrund der COVID-19-Pandemie ausgefallen. |
| 2021   | Otto                                                                     |                                                                          |                                                                          |                                                                          |                                                                          |                                                                          |                                                                          |                                                                          |
| 2022   |                                                                          |                                                                          |                                                                          |                                                                          |                                                                          | Platz 1                                                                  |                                                                          |                                                                          |

#### JMC – Small Group
- 2021: 1. Platz Süddt. Meisterschaft Small Group – „The Room“
- 2021: 1. Platz Deutschlandpokal Small Group – „The Room“

#### JMC – Duo
- 2021: 3. Platz Rangliste Duo – „Let Me“, Jana Pfeiffer / Tristan Schwarzer
- 2021: 2. Platz Deutschlandpokal Duo – „Let Me“, Jana Pfeiffer / Tristan Schwarzer
- 2021: 8. Platz Deutschlandpokal Duo – Franziska Trotter / Carina Fege

#### JMC – Solo
- 2021: 2. Platz Rangliste Solo Männlich – Tristan Schwarzer
- 2021: 3. Platz Deutschlandpokal Solo Männlich – „I Am Tired“, Tristan Schwarzer[5]

## Step-Formationen

### Erfolge

#### Stepptanzformation Tap2gether
- 2017: 6. Platz Deutsche Meisterschaft, Wilhelmshaven – „Chicago“[6]
- 2017: 8. Platz Deutsche Meisterschaft, Wilhelmshaven – „Mensch ärgere dich nicht“[6]
- 2019: 3. Platz Weltmeisterschaft, Riesa – „A funny business day“, 28 Tänzer[7]
- 2019: 5. Platz Weltmeisterschaft, Riesa – „Chicago“, 12 Tänzer[7]

#### Solo Erwachsene
- 2021: 1. Platz Süddt. Meisterschaft[8], Hemsbach – „Forrest Gump“, Joachim Besser

#### Duos Erwachsene
- 2021: 1. Platz Süddt. Meisterschaft[8], Hemsbach – „Little Secret“, Sabrina Ruck / Sarina Bertling

#### Kleingruppen
- 2021: 1. Platz Süddt. Meisterschaft[8], Hemsbach – „Evening Dance“, Carol Burghi, Sabrina Ruck, Sylvia Wilke

## Veranstaltungen
Jährlich ist der 1. TC Ludwigsburg Ausrichter mehrerer wichtiger Veranstaltungen. So organisiert der Verein üblicherweise an jedem ersten Januarwochenende den Auftakt der 1. Bundesliga der Standardformationen in der Rundsporthalle. Im eigenen Tanzsportzentrum findet im Herbst der Kastanienpokal statt, in dem abwechselnd Landesmeisterschaften oder andere Veranstaltungen eingebettet werden. Seit 2005 gehört der 1. TC Ludwigsburg auch zu den Ausrichtern der TBW-Trophy (auch Star-Trophy genannt), einer wichtigen Turnierserie im baden-württembergischen Tanzsportverband.
In unregelmäßigen Abständen veranstaltet der Verein auch große nationale und internationale Meisterschaften, vornehmlich im Bereich des Formationstanzsportes:
- 1987: Deutsche Meisterschaft der Formationen, Hanns-Martin-Schleyer-Halle Stuttgart
- 1992: Deutsche Meisterschaft der Formationen, Hanns-Martin-Schleyer-Halle Stuttgart
- 1996: Deutsche Meisterschaft der Formationen, Sindelfingen
- 1997: Europameisterschaft der Standardformationen, Rundsporthalle Ludwigsburg
- 1997: Europacup der Lateinformationen, Rundsporthalle Ludwigsburg
- 1999: Deutsche Meisterschaft der Formationen, Karlsruhe
- 2003: Weltmeisterschaft der Standardformationen, Hanns-Martin-Schleyer-Halle Stuttgart
- 2006: Deutsche Meisterschaft der Formationen, Porsche-Arena Stuttgart
- 2007: Weltmeisterschaft der Standardformationen, Porsche-Arena Stuttgart
- 2009: Weltmeisterschaft der Standardformationen, Multifunktionshalle Arena Ludwigsburg
- 2012: Weltmeisterschaft der Standardformationen, MHPArena Ludwigsburg
- 2015: Weltmeisterschaft der Standardformationen, MHPArena Ludwigsburg
- 2024: Deutsche Meisterschaft der Formationen, MHPArena Ludwigsburg

Die Abteilung Rollstuhltanz richtet seit 1995 die jährlich stattfindenden Ludwigsburger Rollstuhltanztage aus.